# Sveriges herrlandskamper i fotboll 2006
Sveriges herrlandskamper i fotboll 2006

## Matcher

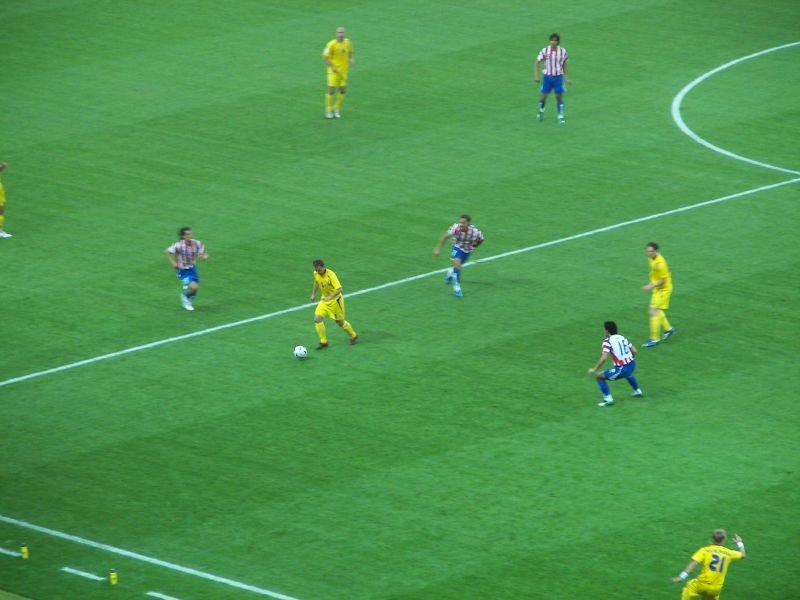
Sverige besegrar Paraguay med 1-0 vid VM 2006 i Tyskland.

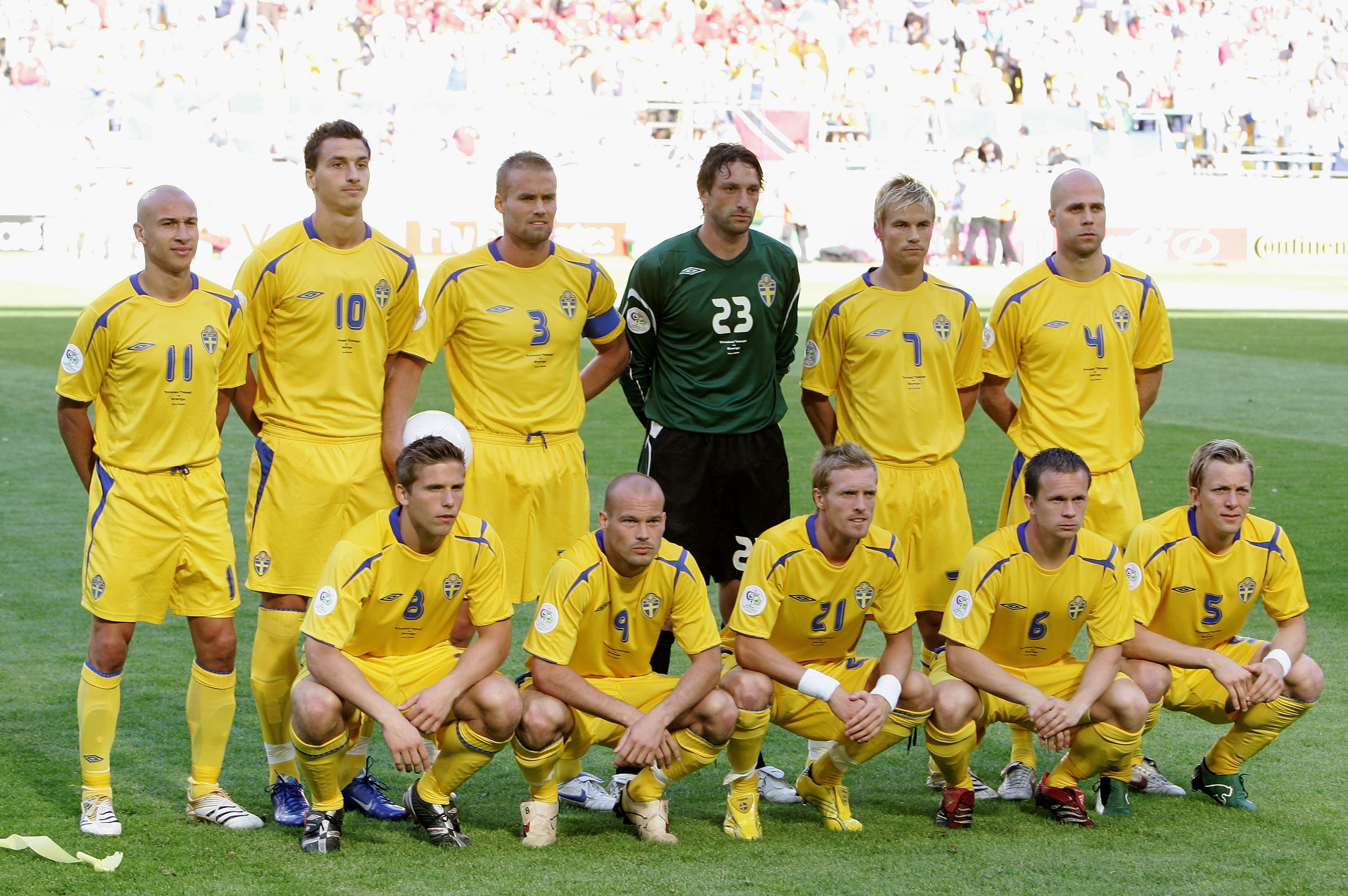
Svenska landslaget vid VM 2006.

| Datum       | Spelplats                             |                     |               | Resultat      | Typ av match      | Målskyttar                                                                                |
| ----------- | ------------------------------------- | ------------------- | ------------- | ------------- | ----------------- | ----------------------------------------------------------------------------------------- |
| 18 januari  | Prins Faisal Bin Fahad-stadion Riyadh | Saudiarabien        | Sverige       | 1 – 1 Rapport | Träningsmatch     | 0–1 32′ Anders Svensson 1–1 70′ Mohammed Haidar                                           |
| 23 januari  | Al-Wehda Abu Dhabi                    | Jordanien           | Sverige       | 0 – 0 Rapport | Träningsmatch     |                                                                                           |
| 1 mars      | Lansdowne Road Dublin                 | Irland              | Sverige       | 3 – 0 Rapport | Träningsmatch     | 1–0 36′ Damien Duff 2–0 48′ Robbie Keane 3–0 71′ Liam Miller                              |
| 25 maj      | Nya Ullevi Göteborg                   | Sverige             | Finland       | 0 – 0 Rapport | Träningsmatch     |                                                                                           |
| 2 juni      | Råsunda fotbollsstadion Solna         | Sverige             | Chile         | 1 – 1 Rapport | Träningsmatch     | 1–0 32′ Henrik Larsson 1–1 51′ Humberto Suazo                                             |
| 10 juni     | Dortmund                              | Trinidad och Tobago | Sverige       | 0 – 0 Rapport | VM 2006           |                                                                                           |
| 15 juni     | Berlin                                | Sverige             | Paraguay      | 1 – 0 Rapport | VM 2006           | 1–0 89′ Fredrik Ljungberg                                                                 |
| 20 juni     | Köln                                  | Sverige             | England       | 2 – 2 Rapport | VM 2006           | 0–1 34′ Joe Cole 1–1 50′ Marcus Allbäck 1–2 85′ Steven Gerrard 2–2 90′ Henrik Larsson     |
| 24 juni     | Allianz Arena München                 | Tyskland            | Sverige       | 2 – 0 Rapport | 8-del VM 2006     | 1–0 4′ Lukas Podolski 2–0 12′ Lukas Podolski                                              |
| 16 augusti  | Veltins-Arena Gelsenkirchen           | Tyskland            | Sverige       | 3 – 0 Rapport | Träningsmatch     | 1–0 4′ Bernd Schneider 2–0 8′ Miroslav Klose 3–0 44′ Miroslav Klose                       |
| 2 september | Skontostadion Riga                    | Lettland            | Sverige       | 0 – 1 Rapport | Kval till EM 2008 | 0–1 37′ Kim Källström                                                                     |
| 6 september | Nya Ullevi Göteborg                   | Sverige             | Liechtenstein | 3 – 1 Rapport | Kval till EM 2008 | 1–0 1′ Marcus Allbäck 1–1 27′ Mario Frick 2–1 70′ Marcus Allbäck 3–1 89′ Markus Rosenberg |
| 7 oktober   | Råsunda fotbollsstadion Solna         | Sverige             | Spanien       | 2 – 0 Rapport | Kval till EM 2008 | 1–0 10′ Johan Elmander 2–0 82′ Marcus Allbäck                                             |
| 11 oktober  | Laugardalsvöllur Reykjavík            | Island              | Sverige       | 1 – 2 Rapport | Kval till EM 2008 | 1–0 6′ Arnar Þór Viðarsson 1–1 8′ Kim Källström 1–2 59′ Christian Wilhelmsson             |
| 15 november | Stade Léon Bollée Le Mans             | Elfenbenskusten     | Sverige       | 1 – 0 Rapport | Träningsmatch     | 1–0 37′ Didier Drogba                                                                     |

## Sveriges målgörare 2006
| 4 mål - Marcus Allbäck 2 mål - Kim Källström - Henrik Larsson 1 mål - Johan Elmander - Fredrik Ljungberg - Markus Rosenberg - Anders Svensson - Christian Wilhelmsson |